# Wereldkampioenschappen synchroonzwemmen 2024 – Gemengd duet vrije routine
De vrije routine voor duetten tijdens de wereldkampioenschappen synchroonzwemmen 2024 vond plaats op 9 en 10 februari 2024 in de Aspire Dome in Doha.

## Uitslag
| Rang   | Namen                                    | Land       | Voorronde | Voorronde | Finale   | Finale |
| Rang   | Namen                                    | Land       | Punten    | Rang      | Punten   | Rang   |
| ------ | ---------------------------------------- | ---------- | --------- | --------- | -------- | ------ |
| Goud   | Cheng Wentao Shi Haoyu                   | China      | 215,2042  | 1         | 224,1437 | 1      |
| Zilver | Dennis González Mireia Hernández         | Spanje     | 202,6041  | 2         | 208,3583 | 2      |
| Brons  | Trinidad Meza Diego Villalobos           | Mexico     | 183,4813  | 3         | 192,5772 | 3      |
| 4      | Jennifer Cerquera Gustavo Sánchez        | Colombia   | 181,7958  | 4         | 191,8729 | 4      |
| 5      | Nargiza Bolatova Eduard Kim              | Kazachstan | 140,8416  | 7         | 170,6875 | 5      |
| 6      | Jelena Kontić Ivan Martinović            | Servië     | 156,4125  | 5         | 161,5540 | 6      |
| 7      | Kantinan Adisaisiributr Voranan Toomchay | Thailand   | 135,4730  | 8         | 144,5978 | 7      |
| 8      | Bernardo Santos Anna Giulia Veloso       | Brazilië   | 141,3770  | 6         | 118,0980 | 8      |
| 9      | Andy Ávila Carelys Valdés                | Cuba       | 75,6249   | 10        | 96,8334  | 9      |
| 10     | Hristina Cherkezova Dimitar Isaev        | Bulgarije  | 108,2458  | 9         | 93,7938  | 10     |